# Universidade Federal da Bahia
Universidade Federal da Bahia powstał w 8 kwietnia 1946 jako Universidade da Bahia w Salvador w stanie Bahia.
Obecnie na uniwersytecie studiuje około 30 tys. osób.